# 1334 Lundmarka
Lundmarka (asteróide 1334) é um asteróide da cintura principal com um diâmetro de 29,82 quilómetros, a 2,6463232 UA. Possui uma excentricidade de 0,0922279 e um período orbital de 1 818 dias (4,98 anos).
Lundmarka tem uma velocidade orbital média de 17,44454752 km/s e uma inclinação de 11,45453º.
Esse asteróide foi descoberto em 16 de Julho de 1934 por Karl Reinmuth.